# علی‌اکبر رائفی‌پور
علی‌اکبر رائفی‌پور (زادهٔ ۸ اردیبهشت ۱۳۶۳) سخنران ایرانی است. او به دلیل سخنرانی‌های جنجالی خود در دانشگاه‌ها دربارهٔ دین‌ها و فرقه‌گرایی، آخرالزمان، مهدویت، شیطان‌پرستی، فراماسونری و توطئه مشهور شده است. او خود را مشاور به نهادها در زمینه‌های منجی آخرالزمان، دین‌ها و فرقه، صهیونیسم و همچنین پژوهشگر رسانه و کادر دانشگاهی معرفی می‌کند. وی بنیان‌گذار مؤسسه مصاف است که مخفف «مبارزه با صهیونیسم، اومانیسم و فراماسونری» است. رائفی‌پور دارای مدرک کارشناسی حسابداری از دانشگاه پیام‌نور شاهد است و در برخی رسانه‌های داخلی گاهی از وی در جایگاه پژوهشگر نیز یاد می‌شود. او وارد دنیای سیاست نیز شده است و دبیرکل جبهه صبح ایران است.

## زندگی شخصی
علی اکبر رائفی‌پور در ۸ اردیبهشت ۱۳۶۳ در تهران به دنیا آمد. او سابقه تحصیل در حوزه‌های علمیه ندارد و پیش زمینه علاقه او به مسائل مذهبی به دو پدربزرگ از طرف مادری و پدری او برمی‌گردد که امام جماعت مسجد بودند. رائفی‌پور دارای مدرک کارشناسی حسابداری از دانشگاه پیام‌نور شاهرود با معدل ۱۵ است.

## سخنرانی‌ها
رائفی‌پور حضور گسترده‌ای در دانشگاه‌های سراسر کشور برای سخنرانی دارد. به گفتهٔ برخی مردم و رسانه‌ها، ادعاها و دیدگاه‌های وی، از سند علمی بی‌بهره می‌باشند. رائفی‌پور هرساله از امتیاز صدها ساعت سخنرانی در دانشگاه‌های گوناگون کشور برخوردار است. وی با سخنرانی‌ها و نظریه‌پردازی‌های خویش در محفل‌های جورواجور در رابطه با شیطان‌پرستی، فراماسونری، صهیونیسم و مهدویت و مواردی از این دست، به یکی از چهره‌های شناخته‌شده در میان علاقه‌مندان به این مبحث تبدیل گشت. رائفی‌پور سخنرانی‌هایی در نقد علوم اجتماعی و مبحثهای اقتصادی نیز دارد. هم‌اکنون گسترهٔ سخنرانی‌های وی به همگی علوم سرایت پیدا کرده است. خود رائفی‌پور بیشتر گفته‌هایش را ناشی از مطالعهٔ خودش می‌داند. او اصطلاح «علم نافع» را برای گفتن آنچه به‌دنبالش است، بکار می‌برد. ولی از نگاه منتقدان، او آنقدر علمی صحبت نمی‌کند که بتوان با زبان علم پاسخش را داد، از این رو، منتقدان، گفته‌های او را یافته‌ها و بافته‌های فاقد اعتبار می‌دانند. منتقدان، با بررسی سخنرانی‌های او می‌گویند که بخش بزرگی از اطلاعات رائفی‌پور در حوزه بین‌الملل، برگرفته از جستجو در اینترنت است و او توانایی عجیبی در وصله‌پینه کردن موضوعات از هم گسیخته را دارد. ادعاهایی شبیه ادعاهای وی همواره مطرح می‌شوند و از شبکه‌های اجتماعی در زندگی روزمره مردم مورد قضاوت قرار می‌گیرند.
اظهارنظرها و سخنرانی‌های رائفی‌پور عموماً در شبکه‌های اجتماعی واکنش ایجاد می‌کند. وی از پرمخاطب‌ترین مروج خبرهای ساختگی و نظریه‌های توطئه در میان جوانان معروف به «حزب‌اللهی» است. منتقدان وی براین باورند که او «چندان علمی صحبت نمی‌کند که بتوان با زبان علم پاسخش را داد» و گفته‌های او را، یافته‌ها و بافته‌های فاقد اعتبار می‌دانند.
منتقدان وی، روش استدلال وی را، بیانِ با اعتماد به نفسِ «خبر» های به کلی ساختگی به عنوان واقعیت‌های بدیهی می‌دانند؛ آن هم در جمعیتی آن‌چنان زیاد که مخاطب اگر بخواهد هم فرصت درستی‌سنجی آنها را ندارد.
در آبان ۱۳۹۹، در جریان همه‌گیری کروناویروس در ایران رائفی‌پور در جشنی چند هزار نفری در مشهد شرکت و سخنرانی کرد. این جشن در شرایطی برگزار شد که مراسم عمومی به خاطر شیوع ویروس محدود و ممنوع بود؛ وی در پاسخ به این مطلب گفت: مجوزهای لازم برای این مراسم اخذ شده بود.
«خرحزب‌اللهی»، «سگ‌سکولار»، «سلبریدی» و «غرب‌گدا» از واژگانی است که رائفی‌پور در خطاب به دیگران از آن‌ها بهره برده است. از ادبیات تهاجمی و خشن رائفی‌پور در ستیز با دیگران، به عنوان یکی از دلایل نبود گرایش در دیگران برای نقد وی اشاره می‌شود.

## هواداران
- به نوشته خبرگزاری ایسنا، رائفی‌پور هرگز در راه خلق ادعا و جمله‌های عجیب تنها نیست.[۱۲] روزنامه اصولگرای فرهیختگان در اردیبهشت ۱۳۹۹ نقدهایی دربارهٔ رائفی‌پور منتشر کرد.[۲۰] روزنامه فرهیختگان می‌نویسد که او در میان طیف انقلابی، هواداران بسیاری دارد.[۱۹] وی توانسته با تریبون‌هایی که داشته توجه جوانان و نوجوانان را جلب کند،[۲۱] ولی نقدهای تندی متوجه عملکرد وی شده است.[۱۹] روزنامه فرهیختگان براین باور است که «ساده‌انگاری مسائل، به‌دنبال نشانه‌ها و دست‌های پنهان گشتن، آخرالزمانی دیدن همه موضوعات، شلوغ و پراکنده بحث کردن، تقسیم طرفین مسائل به خیر و شر مطلق» نمی‌تواند مخاطبان خوبی پرورش دهد.[۱۹] این نوشته‌ها در خبرگزاری تسنیم نیز با رویکردی تأییدآمیز بازنشر شده است.[۱۹] این نوشته‌ها در راستای حذف او از اصولگرایی گزارش شده است.[۲۰]
- سایت اصلاح‌طلب انصاف نیوز با تیتر از تتلیتی‌ها تا رائفیتی‌ها درباره طرفداران او نوشته است: تشابه مهم این دو چهره که در دو دنیای متفاوت سیر می‌کنند در جذب نوجوانان و جوانان کم‌سن‌وسال است؛ قاعدتا هر یک، طیف و قشری از این گروه سنی را به خود جذب می‌کند اما باید گفت که در کمال تعجب این دو طیف مختلف تشابه‌های فراوانی با هم دارند، به ویژه هنگامی که به ابروی بالای چشم «استاد»شان و «امیر تتلو»شان اشاره کنی! یک شباهت مهم رائفیتی‌ها و تتلیتی‌ها آن است که در برابر نقد سخنران / خواننده محبوب‌شان به سرعت از کوره در می‌روند و با ادبیاتی ناپسند به طرف مقابل حمله می‌کنند.[۲۲]

- مصاف، مؤسسه تحت مدیریت وی و هواداران رائفی‌پور به او لقب «استاد» داده‌اند.[۱۱][۲۳] وی از خود همچون یک «آنتی صهیونیسم» یاد می‌کند.[۲۴] خبرگزاری ایسنا از رائفی‌پور به عنوان نوستراداموس زنده ایرانی یاد کرده است که نیازی هم به توضیح دادن در مورد ادعاهایش نمی‌بیند.[۱۲]

## مؤسسه مصاف
رائفی‌پور خود را پژوهشگر عرصهٔ آخرالزمان و صهیونیزم و حوزهٔ رسانه و مدرس دانشگاه و صاحب پژوهشگاه مصاف معرفی کرده است. او مؤسسه‌ای به نام مؤسسهٔ مصاف ایرانیان تأسیس نموده و مدیریت آن را بر عهده دارد.
مسئله او در گام اول ترسیم مصاف به موسسه‌ای در قامت یک دولت با راهکارهایی برای همه‌چیز بود؛ موسسه‌ای که به اعتقاد او تافته‌ای جدا بافته بود.
وی در بهمن ۱۳۸۹ «مؤسسهٔ مصاف ایرانیان» و سایت تحلیلی پژوهشی «جنبش مصاف» را در راهبرد همین مؤسسه راه‌اندازی نمود. مصاف مخفف عبارت مبارزه با صهیونیسم، اومانیسم و فراماسونری است.
مؤسسه مصاف واحدهایی از این قبیل دارد: «واحد مهدویت، واحد معماری و شهرسازی، واحد سیاسی و دشمن‌شناسی، واحد امنیت غذایی، واحد موسیقی، واحد اقتصاد، واحد فرق و ادیان، واحد آموزش رسانه، کانال مصاف، واحد سلامت، واحد بین‌الملل و واحد خانواده».
این شائبه مطرح شده بود که مؤسسه «مصاف»، که تظاهر می‌کند یک اندیشکده مستقل متعلق به بخش خصوصی است، در اصل و غیرمستقیم بازوی «نهادی خاص» است که با پوشش کار فرهنگی- اندیشه ای، خط و ربط خاصی را پیش می‌برد. منابع مالی این مؤسسه مشخص نیست.

### فضای مجازی
از جمله فعالیت‌های رائفی‌پور و مؤسسه مصاف، ترندسازی هشتگ‌های مختلف در رسانه‌های اجتماعی است. از جمله این‌ها هشتگ ضد اسرائیلی #Covid1948 بود که در آوریل ۲۰۲۰ در توئیتر پراکنده شد و حساب‌های کاربری رائفی‌پور و مؤسسه مصاف در توئیتر در پراکنش این توئیت کلیدی بودند. حساب اول رائفی‌پور در توئیتر مسدود شده، اما از آن زمان حساب‌های دیگری به نام او ظاهر شده است. رائفی‌پور از این که یک سازمان حکومتی بابت هشتگی که او و گروهش دربارهٔ قاسم سلیمانی در فضای مجازی ترند کرده‌اند از بودجه عمومی پول گرفته‌اند انتقاد کرده است.

### رابطه با انکار هولوکاست
وقتی مارک وبر از منکرین هولوکاست و مدیر مؤسسه بازبینی تاریخی در سال ۲۰۱۲ به ایران سفر کرد، رائفی‌پور یک سخنرانی برای او ترتیب داد.

### سلاح انفرادی ذوالفقار

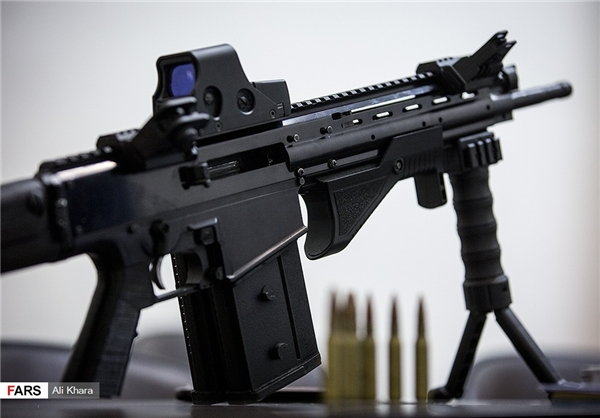
سلاح انفرادی «ذوالفقار»

رائفی‌پور رونمایی از سلاح انفرادی «ذوالفقار» توسط مؤسسه فرهنگی «مصاف ایرانیان» در روز قدس (۱۳۹۶) را یک پیام فرهنگی توصیف کرد. اگر چه ذوالفقار از نظر ظاهری تا حدود زیادی از روی سلاح بلژیکی SCAR-H کپی برداری شده است و نیروهای مسلح ایران هنوز از آن استفاده نمی‌کنند اما از طرف خبرگزاری‌ها اولین سلاح هجومی ایرانی با قابلیت تغییر کالیبر معرفی شده است.

### پاداسکای و شکایت وزارت ارتباطات
در فروردین ۱۳۹۹، مؤسسه مصاف اعلام کرد که یک «سامانه بومی شناسایی و اخلالگر ریزپرنده‌ها یا پاداسکای» ساخت ایران تولید کرده که برای حفظ آسمان کاربرد دارد. بر اساس اظهارات روابط عمومی وزارت ارتباطات و فناوری اطلاعات، این سامانه در مسیریاب‌ها اختلال ایجاد می‌کند و امکان سقوط هواپیماهای غول‌پیکر مسافربری را ممکن می‌کند. به گفته سخنگوی روابط عمومی وزارت ارتباطات، این سامانه «خطرناک» است و «در چندماه اخیر نزدیک بود پارازیت GPS یک فاجعه ایجاد کند و منجر به سقوط یک هواپیما در یکی از فرودگاه‌ها شود.».
سید جمال هادیان طبایی زواره، رئیس روابط عمومی وزارت ارتباطات، در خصوص شکایت وزارت ارتباطات از رائفی‌پور که خبرش از روز گذشته در فضای مجازی دست به دست شده است، گفت: ماجرا اصلاً به این شکلی که روایت شده نبوده و ما از آقای رائفی‌پور یا هیچ شخص به صورت فردی شکایت نکردیم و اصلاً شکایت ما مربوط به الان نیست. در جوابیه مؤسسه مصاف به این موضوع یکی از سازندگان سامانه گفت برد عملیاتی این سامانه ۷ کیلومتر است در حالی که هواپیماهای مسافربری در ارتفاع بالاتر از ۹ کیلومتر از GPS استفاده می‌کنند و برای اطمینان از اینکه خطری متوجه پروازهای تجاری نشود با یک سامانه نظارتی مکان پروازهای تجاری بر فراز منطقه را نشان می‌دهد، اگر پروازی در منطقه وجود نداشت عملیات اخلال را فعال می‌کند.

### تحقیق و تفحص مجلس از مصاف
به گفته رائفی‌پور، پول‌های مؤسسه را خیرین می‌دهند. کمیته تحقیق و تفحص مجلس در گزارشی اعلام کرد مؤسسه مصاف پول‌های قابل‌توجهی به‌حساب افراد خاصی واریز کرده است که برخی از آن‌ها کارمندان همین مؤسسه مصاف بوده و برخی دیگر نیز فعالان ارزشی مجازی نزدیک به او هستند. این مؤسسه نزدیک ۱۴ میلیارد تومان به‌حساب امیرحسین رائفی پور (برادر علی اکبر رائفی پور) واریزشده است. در صورت‌های مالی، خواهر رائفی‌پور نیز از این تراکنش‌های مبهم و مشکوک داشته و مبالغی به‌حساب این شخص نیز واریزشده است. در نتیجه گزارش اعلام شده است که نوعی پول‌شویی از حساب‌های حقوقی مصاف صورت گرفته است.

## جبهه صبح ایران
در ۱ اسفند ۱۴۰۲، رائفی‌پور آغاز یک تشکل سیاسی با نام جبهه صبح ایران را اعلام کرد. این گروه در انتخابات مجلس شورای اسلامی سال ۱۴۰۲–۱۴۰۳ فهرست نامزدهای خود را معرفی کرد. نامزدهای موجود در فهرست آن، بیشترین کرسی‌ها در حوزه انتخابیه تهران را برنده شدند. در این انتخابات جریانات حامی رائفی‌پور در اینترنت تخریب و افشاگری‌های فراوانی علیه محمدباقر قالیباف، رئیس مجلس، انجام دادند.
رائفی‌پور در تیر ۱۴۰۳ اعلام کرد در انتخابات ریاست جمهوری ۱۴۰۳ ایران به سعید جلیلی رأی می‌دهد. پس از شکست نامزدهای اصولگرا در این انتخابات، رائفی‌پور هدف انتقادات و حملات جناح مرتبط با قالیباف  در اینترنت قرار گرفت که خواهان انحلال مؤسسه مصاف شدند. آنها رائفی پور را به ایجاد تفرقه در میان «نیروهای انقلاب» (اصولگرا) متهم می کنند.

## دیدگاه‌ها
رائفی‌پور در زمینه‌های مختلف سیاسی، فرهنگی و اجتماعی به ابراز نظر پرداخته است. نظرات رائفی‌پور در فضای مجازی بازتاب داشته است. رائفی‌پور دیدگاه‌های نسبت داده شده به خود در صفحه متعلق به او در ویکی‌پدیا را «چرت و پرت» و «دروغ» خوانده و صحبت‌های نسبت داده شده به او در این صفحه را تکذیب کرده است.
در زمینه‌های سیاسی، رائفی‌پور در زمرهٔ سخنرانان حکومتی تلقی می‌شود. او سید ابراهیم رییسی نامزد اصولگرایان در انتخابات ریاست جمهوری ۱۳۹۶ ایران، را یاور شب‌هنگام فقرا توصیف کرد که تلاش در مشابهت سازی آن با داستان‌های امام اول شیعیان دارد. پس از حمایت تتلو از رئیسی در این انتخابات، علی اکبر رائفی‌پور در حمایت از او در نامه‌ای سرگشاده اعلام کرد که به حال تتلو غبطه می‌خورد زیرا که او معیار تشخیص حق از باطل است.
رائفی‌پور همچنین پیش از انتخابات ریاست جمهوری ۲۰۱۶ آمریکا و در زمانی که نظرسنجی‌ها هیلاری کلینتون را جلو نشان می‌دادند، بیان کرد چهار سال است در سخنرانی‌هایش می‌گوید رئیس‌جمهوری بعدی آمریکا یک زن است و آمریکایی‌ها برای «بازی با افکار جهانی» یک زن را به ریاست جمهوری می‌رسانند. با وجود این قبیل پیش‌بینی‌های نادرست، او قادر بوده است صدها سخنرانی در دانشگاه‌های ایران برگزار کند.
از جمله دیدگاه‌های مذهبی رائفی‌پور این است که او تشکیک در وجود حرم زینب در دمشق و تشکیک در وجود دختری سه ساله به نام رقیه برای حسین بن علی را کار «استکبار جهانی» دانسته تا شیعیان از دولت سوریه دفاع نکنند. این سخنان وی با انتقاد علی مطهری نایب رئیسِ مجلس پیشین (مجلس دهم) روبه‌رو شد.
او شلوار «جین» را برآمده از مفهوم جن و کفش پاشنه‌بلند را نماد سُم جن دانسته است. رائفی‌پور، نوشته‌های روی برخی تی‌شرت‌ها را «شعارها و وردهای شیطان‌پرستی» خوانده بود، که این موضوع دست‌مایه طنزی از سید ابراهیم نبوی شد.
از جمله دیدگاه‌های اجتماعی رائفی‌پور اعتقاد به تأثیر رسانه‌های غربی در افزایش آمار طلاق در ایران است. او شبکه‌های ماهواره‌ای فارسی‌زبان را راه‌اندازی شده از سوی صهیونیست‌ها می‌داند و معتقد است که این شبکه‌ها با نمایش فیلم‌هایی با مضامین روابط نامشروع، سقط جنین، خیانت زن و شوهر به یکدیگر، فرزندان نامشروع و رابطه‌های جنسی قبل از ازدواج سعی در عادی‌سازی این رفتارها در بین مردم ایران دارند. وی مخالف و منتقد فمینیسم است.
وی عقیده دارد کشوری به نام گوگوریو وجود نداشته و ساختگی است و همچنین به دلیل اسپانسری شرکت گوگل این نام برای کشوری جعلی انتخاب شده است. همچنین وی بیان می‌دارد محتوای فیلم به‌طور نامحسوس اشاره به قوم یهود و تلاش آنان برای یافتن سرزمین موعود دارد. رائفی‌پور انیمیشن مینیون‌ها را در راستای تبلیغ داستان مهاجرت یهود و سردرگمی آنان تا زمان یافتن منجی تلقی می‌کند. از جمله نظریه‌های او این است که هدف ساخت کارتون‌های تام و جری و میکی ماوسِ والت دیزنی محبوب کردن یهودی‌ها بوده است. به اعتقاد او همه شخصیت‌های خوب کارتون‌ها کلاه یهودی دارند.
رائفی‌پور ارج و قرب عید غدیر را در تضاد با عید نوروز می‌داند و معتقد است عید نوروز یک تشریفات بی‌فایده است که به مناسبت اتفاقی بی‌معنی یعنی آمدن بهار شکل می‌گیرد و «زمستون میره بهار میاد خب حالا بیاید به درک!» او معتقد است عید حقیقی عید غدیر است و عید نوروز چیزی جز صله ارحام و تمیز کردن خانه‌ها نیست.
انتشار ویدیویی جنجالی از او مبنی بر شوخی جنسی اهل بیت انتقاداتی از او را برانگیخت. بعداً رسانه‌های نزدیک به وی با انتشار ویدیویی جدید اعلام شد این ویدیو تقطیع شده بوده است. چند رسانه در بررسی دو ویدیو می‌گوید ویدیوی جدید پس از انتقادات و با هدف لاپوشانی ضبط شده است.
رائفی‌پور در کنار انتقادها و حملات به قالیباف، از سال ۱۴۰۲ شروع به حمله تحت عنوان افشاگری علیه قالیباف کرد. این مسئله توسط برخی تحلیلگران به عنوان بخشی از دعوای میان دو بخش اصولگرایان و به ویژه تلاش جریان پایداری برای حذف قالیباف پس از احتمال کاندید شدن وی برای انتخابات ۱۴۰۴ دیده می‌شود.